# Palazzo Grimaldi (Genova)
Il palazzo Grimaldi è un edificio storico italiano, sito in via David Chiossone 4, nel centro storico di Genova. È uno dei Palazzi dei Rolli che furono designati, al tempo della Repubblica di Genova, a ospitare gli ospiti di alto rango durante le visite di stato per conto del governo genovese.
Dal 1997 è sottoposto a vincolo di tutela da parte della soprintendenza.

## Storia e descrizione
Posto nell'antica contrada "dei Garibaldi", in prossimità della piazza "dei Doria" (successivamente piazza San Matteo) fu edificato nel XVI secolo tramite l'accorpamento di diverse unità edilizie medievali.
Presente nei rolli di Genova del 1588 a nome di Antonio Grimaldi Cebà (doge della Repubblica di Genova nel biennio 1593-1595) il palazzo risultava ancora nelle proprietà della famiglia Grimaldi, almeno fino alle soglie del XVIII secolo.
La facciata a piani differenziati, al centro della quale è posto il portale in marmo con le lesene ioniche, timpano spezzato e l'iscrizione DEO AUSPICE, rivela i caratteri di una architettura aulica e allo stesso tempo originale. A partire da un audace soluzione della scala, a rampe e ballatoi iniziali a lungo affacciati sull'atrio.
Forse è lo stesso in cui Andrea Ansaldo ha affrescato Assuero che, in presenza di Ester, consegna l'anello ad Aman.
Su via Chiossone: marcapiano dipinto tra il primo ed il secondo piano composto da una fascia a dentelli, una fascia floreale bicroma, una fascia policroma, una fascia a ovoli. Su vico del Fieno: archetti pensili; rimane traccia di uno stemma dei Doria. Su vico della Neve: bucature e archetti pensili, colonnine esili ed un arco in pietra.
Di pregio il secondo piano nobile e relative finestre, con balaustre a colonne in marmo. Tre triplici cinte incise sulle lastre dei parapetti.